# Marco Zullo
Pour les articles homonymes, voir Zullo.
Marco Zullo, né le 29 octobre 1978 à Vérone, est un homme politique italien sans étiquette. Il est eurodéputé élu sur les listes du Mouvement 5 étoiles lors des VIIIe et IXe législatures du Parlement européen.

## Biographie
Membre du Mouvement 5 étoiles (M5S), il siège au Parlement européen depuis 2014.
En 2021, il quitte le M5S et rejoint le groupe Renew Europe au Parlement européen.